# Chawan
Chawan (jap. 茶碗) ist die Bezeichnung für eine Teeschale. Sie ist eine der wichtigsten Utensilien in der Japanischen Teezeremonie (chadō).
Ursprünglich stammt die Teeschale aus China. Sie wurde von buddhistischen Mönchen des Klosters am Berg Tianmu (jap. Tenmoku) für das Trinken von Tee genutzt. Japanische Mönche erwarben diese Teeschalen und brachten sie mit zurück nach Japan. Im Buch Nihon Koki wird erwähnt, dass erstmals Tee in Japan in der Heian-Zeit (794–1185) getrunken wurde, allerdings nur von der kaiserlichen Familie, von Aristokraten und von Mönchen.
Als sich gegen Ende der Kamakura-Zeit (1185–1333) der Brauch des Teetrinkens in ganz Japan verbreitet hatte und nach den Chawan in allen Schichten der Gesellschaft verlangt wurde, begannen die Japaner, ihre eigenen Kopien in Seto (in der heutigen Präfektur Aichi) zu fertigen (Seto-Keramik).
In der späten Muromachi-Zeit (1336–1573) und mit dem Aufstieg der Wabi-Tee-Zeremonie erfreute sich eine weitere Teeschale großer Beliebtheit, und zwar die Ido-chawan (井戸茶碗). Diese stammt ursprünglich aus Korea und wurde dort hauptsächlich für Reis verwendet. Sen no Rikyu bevorzugte diese Chawan wegen ihrer rauen Schlichtheit, bis er dann während der Tenshō-Ära (1573–1592) zusammen mit dem Dachziegelmacher Chōjirō die Raku-chawan (楽茶碗) entwickelte. Diese Raku-Keramik ist die erste japanische Eigenentwicklung für den Bereich der Teezeremonie, und sie genießt auch heute noch ein sehr hohes Ansehen, weil bei der Fertigung Kunst und Handwerk verschmelzen. Raku-chawan werden einzeln im Ofen gebrannt. So ist es zu verstehen, dass diese ersten 7 Raku-chawan, die Rikyu Shichi-shu, Namen haben. Es handelt sich um die 3 schwarzen (黒楽, kuro-raku) chawan Oguro, Hachibiraki und Toyobo und die 4 roten (赤楽, aka-raku) chawan Hayabune, Kimori, Kengyo und Rinzai.
Rokkoyō bezeichnet „die Sechs alten Brennöfen Japans“, tatsächlich geht man darüber hinaus in der Forschung von etwa 30 Zentren der Keramikherstellung aus. Es gibt aber auch Keramik, die nicht nach dem Ort der Herstellung, sondern nach Personen benannt sind, so z. B. die Oribe-Keramik (mit den markanten Kutsugata chawan) deren Bezeichnung auf Furuta Oribe zurückgeht.

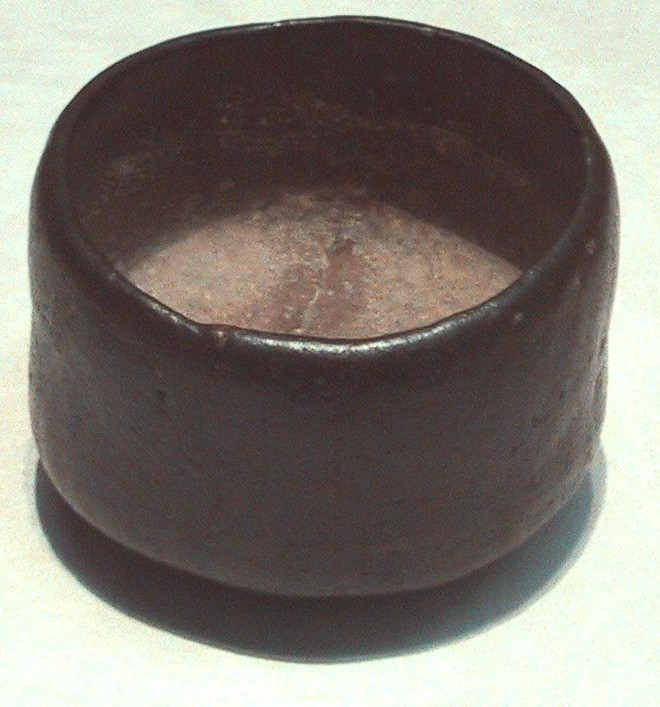
Raku chawan, 16. Jahrhundert
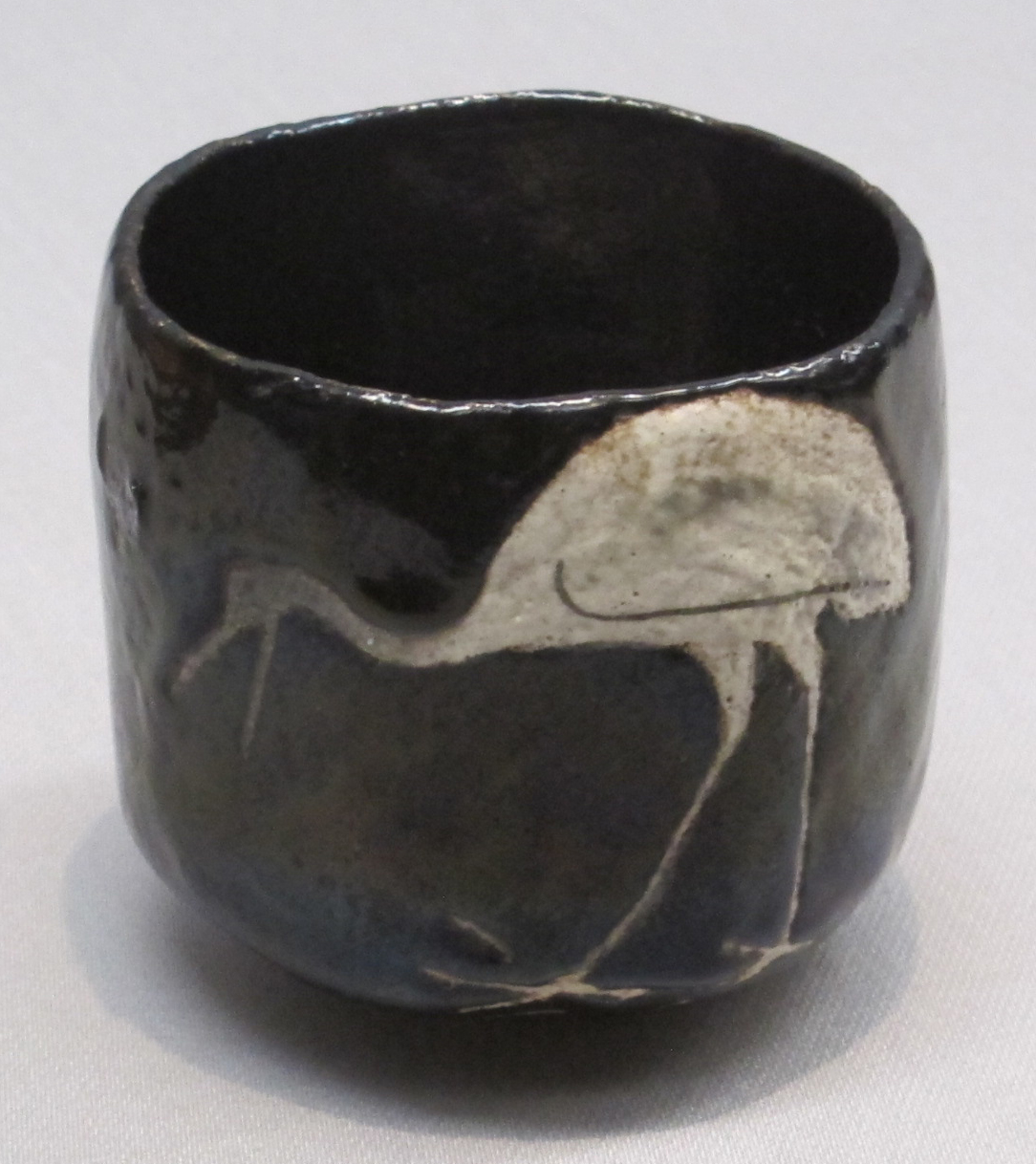
Chawan von Nin’ami Dōhachi, 19. Jahrhundert
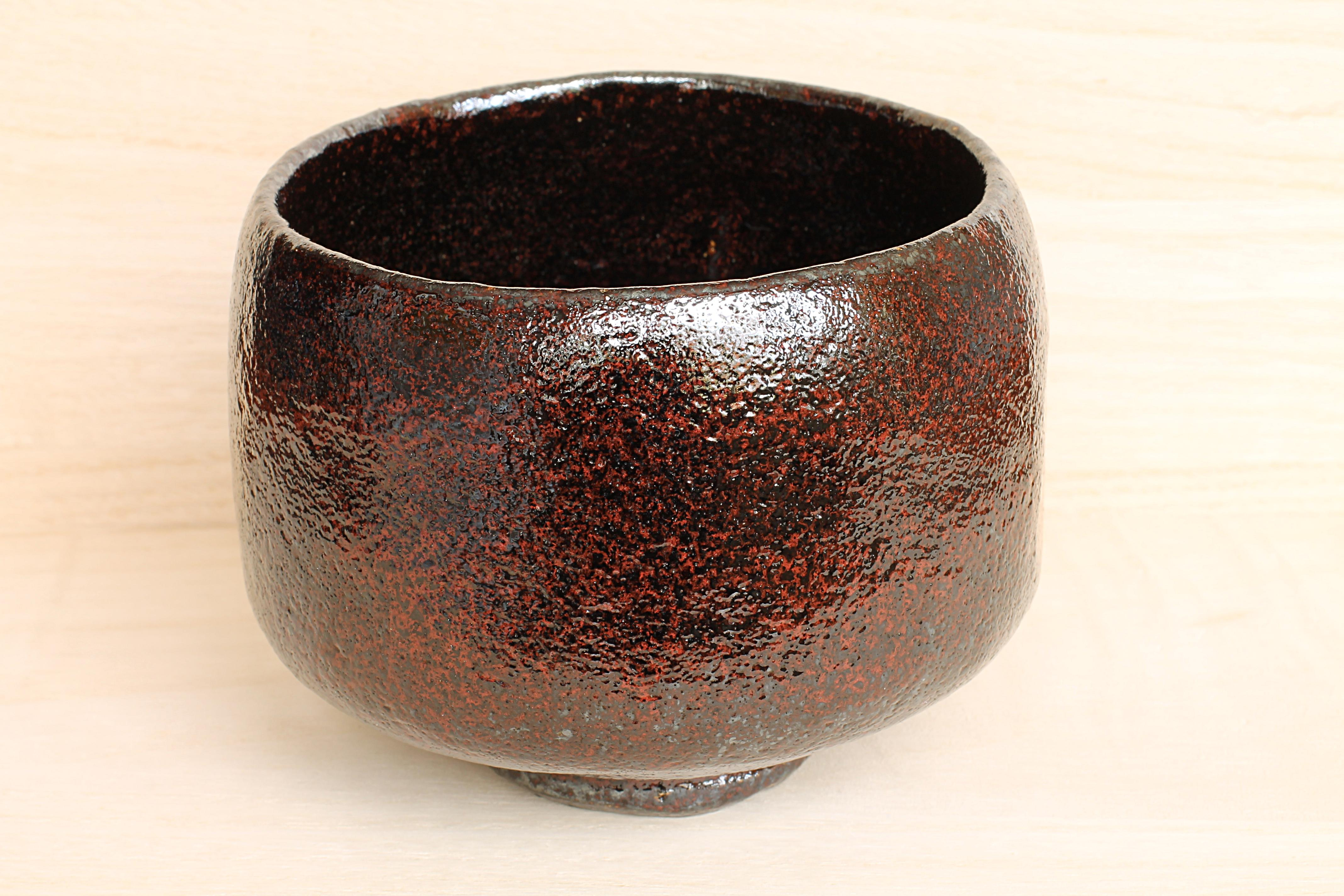
Raku chawan, Japan ca. 1990

## Verwendung
Bei der Verwendung der Teeschale in der Teezeremonie kommt deren Gestaltung eine besondere Bedeutung zu. So verfügt sie in der Regel über eine Vorderseite, die häufig aufwändiger oder hervorgehoben durch Textur, Farbe oder Motive gearbeitet ist. Das Siegel auf dem Boden weist häufig auch auf die Position der Vorderseite hin. Das Trinken aus der Teeschale erfolgt in der Regel auf der gegenüberliegenden Seite. Häufig werden im Winter aufgrund der Temperaturen höhere Formen bevorzugt und im Sommer niedrigere.